# Khalkhaleh
Khalkhaleh (persiska: خلخله) är en ort i Iran.   Den ligger i provinsen Västazarbaijan, i den nordvästra delen av landet, 700 km nordväst om huvudstaden Teheran. Khalkhaleh ligger 803 meter över havet och antalet invånare är 405.
Terrängen runt Khalkhaleh är platt åt nordväst, men åt sydost är den kuperad. Runt Khalkhaleh är det ganska tätbefolkat, med 90 invånare per kvadratkilometer. Närmaste större samhälle är Panjarlū, 11,4 km nordväst om Khalkhaleh. Trakten runt Khalkhaleh består i huvudsak av gräsmarker.